# Улица Радослава Грујића (Београд)
| Улица · РАДОСЛАВА ГРУЈИЋА | Улица · РАДОСЛАВА ГРУЈИЋА               |
| ------------------------- | --------------------------------------- |
|                           |                                         |
| Општина                   | Врачар                                  |
| Почетак                   | Цара Николаја II                        |
| Крај                      | Пожаревачка                             |
| Дужина                    | 450 m                                   |
| Ширина                    | 10 m                                    |
| Названа                   | 2004                                    |
| Стари називи              | Божидара Аџије, Војводе Протића, Ужичка |
|                           |                                         |
|                           |                                         |
|                           |                                         |

Улица Радослава Грујића се налази на општини Врачар. У њој је седиште више значајних институција.

## Име улице
Носи име првог српског православног теолога и историчара Радослава Грујића. Био је професор катихета у Великој школи (1904-1914) а упредо завршава права на Универзитету у Бечу (1908) и докторира филозофију на Свеучилишту у Загребу (1911). После Првог светског рата ради као професор Богословије до 1920. Изабран је за професора народне историје на Филозофском факултету у Скопљу, а био је и декан Скопског универзитета и оснивач „Скопског научног друштва” и Музеја Јужне Србије у Скопљу. Враћа се у Београд 1937. где предаје Историју Српске православне цркве на Богословском факултету. Заслужан је за враћање црквено-уметничких и историјских предмета који су током рата опљачкани из српских цркава и манастира. У послератним годинама га је Суд части Универзитета у Београду удаљио са Факултета. Последње године проводи у Музеју Српске православне цркве и Патријаршијској библиотеци и објављује велики број научних радова. Био је дописни члан САНУ и радовни члан Матице српске, хрватске и словеначке. 

## Историја
Наводи се као Ужичка улица у периоду 1907-1920 у целини, а 1924-1933 је тако назван део од данашње Милешевске(претходни назив Саве Ковачевића)до Пожаревачке.После Другог светског рата 1946. године улица добија име по народном хероју Божидару Аџији, које носи све до 2004. када је одлуком Скупштине града Београда добила данашњи назив Улица Радослава Грујића.

### Улицом Радослава Грујића
У овој улици се налазе многе значајне републичке институције и културе и образовне институције.
- бр. 2 Техничка школа ГСП
- бр. 2а Музичка школа „Јосип Славенски”
- бр. 3 Канцеларија за младе Општине Врачар
- бр. 3 Народни универзитет „Божидар Аџија”
- бр. 4 Хришћанска адвентистичка црква
- бр. 11 Републички завод за заштиту споменика културе Београд
- бр. 14 МУП Републике Србије - Полицијска станица Врачар
- бр. 17 Центар за породични смештај и усвојење Београд
- бр. 17 Центар за заштиту одојчади деце и омладине - Дом „Драгутин Филиповић Јуса”
- бр. 21 Позориште Пуж (дечје позориште)

## Суседне улице
- Милешевска
- Синђелићева